# 1936年ベルリンオリンピックの近代五種競技
1936年ベルリンオリンピックの近代五種競技（1936ねんロサンゼルスオリンピックのきんだいごしゅきょうぎ）は、1936年8月2日から8月6日にかけて行われた。16の国から42人が参加した。

## 競技結果
| 種目 | 金                                      | 銀                                        | 銅                          |
| ---- | --------------------------------------- | ----------------------------------------- | --------------------------- |
| 個人 | ゴットハルト・ハンドリック ドイツ (GER) | チャールズ・レナード アメリカ合衆国 (USA) | Silvano Abba イタリア (ITA) |

## 参加国
| - オーストリア (2) - ベルギー (3) - ブラジル (3) - フィンランド (3) - フランス (3) - ドイツ (3) - イギリス (3) - ギリシャ (1) | - ハンガリー (3) - イタリア (3) - メキシコ (2) - オランダ (3) - ペルー (1) - スウェーデン (3) - スイス (3) - アメリカ合衆国 (3) |